# Gordon Thomas (auteur)
Gordon Thomas (Wales, 1933 - Bath, 3 maart 2017) is een Welshe voormalige onderzoeksjournalist en auteur van thrillers en non-fictie.

## Biografie
Thomas werd geboren in Wales in het huis van zijn grootmoeder, een voormalige woning van een begraafplaatsbeheerder. Zijn eerste verhaal werd gepubliceerd toen hij negen jaar oud was, in een Boys Own Paper-wedstrijd. Zijn vader diende bij de RAF. Hierdoor reisde het gezin veel en genoot hij onderwijs aan de Cairo High School in Egypte, de Maritz Brothersschool in Port Elizabeth in Zuid-Afrika en ten slotte, in Bedford Modern School in Bedford in Engeland.
Hij was buitenlandcorrespondent vanaf de Suezcrisis tot en met de Perzische Golfoorlog in 1990-1991. Hij was redacteur en producent bij de BBC voor drie toonaangevende programma's: Man Alive, Tomorrows World en Horizon.
Thomas en zijn vrouw woonden afwisselend in hun woningen in Ierland en Engeland. Zijn vier volwassen kinderen werken allen in de entertainmentindustrie.